# Autostrada A4 (Bulgaria)
Autostrada A4, denumită și Autostrada Marița (în bulgară Автомагистрала „Марица“, transliterat: Avtomaghistrala „Marița”) este o autostradă din Bulgaria, parte a coridorului pan-european IV, care leagă Europa Centrală de Asia. Proiectul leagă orașele Cirpan și Kapitan Andreevo, de la granița cu Turcia. Distanța pe care este proiectată să o aibă este de 114 km din care sunt construiți deocamdată doar 43 km. Autostrada Marița se va ramifica din autostrada Tracia la est de Plovdiv, la vest de Cirpan și la 5 km nord de Parvomai, la nodul Orizovo, și va duce spre sud-est la granița cu Turcia. Uniunea Europeană a acceptat finanțarea proiectului în noiembrie 2007. Ea urmează aceeași direcție ca și drumul național 8, care este doar o șosea cu două benzi care transportă mare parte din traficul către și dinspre Turcia. Terminarea autostrăzii Marița va reduce aglomerația pe acel drum.
În octombrie 2010, primul ministru bulgar Boiko Borisov a deschis oficial un segment de 31 km din autostrada Marița între orașele Harmanli și Liubimeț. Noul nod de lângă cartierul Kapitan Petvo Voivoda al Svilengradului, prin care se face legătura directă cu granița cu Grecia s-a deschis tot atunci. În timpul construcției, s-au descoperit rămășițe neolitice vechi de 6000 de ani lângă Haskovo. Ultima secțiune rămasă, între Cirpan și Haskovo, a fost dată în folosință la 29 octombrie 2015.
Numele popular al autostrăzii provine de la râul Marița.

## Ieșiri
| Ieșire | km   | Destinații                                                                | Benzi | Note         |
| ------ | ---- | ------------------------------------------------------------------------- | ----- | ------------ |
|        | 0    | (Sofia, Plovdiv, Stara Zagora, Iambol, Burgas)                            |       | În funcțiune |
|        | 36.6 | Haskovo, Dimitrovgrad Format:Drumul european E85                          |       | în funcțiune |
|        | 66   | Simeonovgrad, Harmanli                                                    |       | În funcțiune |
|        | 70.3 | Topolovgrad, Harmanli                                                     |       | În funcțiune |
|        | 88   | Liubimeț                                                                  |       | În funcțiune |
|        | 99   | Svilengrad-vest;                                                          |       | În funcțiune |
|        | 102  | Svilengrad                                                                |       | În funcțiune |
|        | 114  | Kapitan Andreevo                                                          |       | În funcțiune |
|        | 117  | Punctul de trecere a frontierei Kapitan Andreevo ; Edirne D100 , Istanbul |       | În funcțiune |